# Eric Singer
Eric Singer, døbt Eric Doyle Mensinger (født 12. maj 1958 i Cleveland,  Ohio, USA), er en amerikansk trommeslager, vokalist og sangskriver i glam-rock-bandet Kiss. Singer mestrer også harmonika og keyboard.

## Karriere
Eric Singer startede allerede på trommer i en alder af seks, og var inspireret af The Who, Led Zeppelin, Black Sabbath, Humble Pie, The Beatles og Queen og deres trommeslagere. Han fik et trommesæt af sin fætter der havde lagt det på hylden, og han brugte det altid. Han har haft projekter med Alice Cooper og har også spillet for dem.